# Лођски гето
Лођски гето је био други по величини гето (након Варшавског гета) који је основан за Јевреје и Роме у окупираној Пољској за време Другог светског рата. Налазио се у граду Лођу и првобитно је био замишљен као привремено место окупљања за Јевреје. Међутим, гето је трансформисан у велики индустријски центар у којем се производио веома потребан материјал за нацистичку Немачку, посебно за немачку војску. Због своје изузетне продуктивности, гето је успео да преживи до августа 1944, када су преостали становници транспортовани у логоре смрти Аушвиц и Хелмно. То је био последњи гето који је ликвидиран у окупираној Пољској.
Од укупно око 204.000 Јевреја који су прошли кроз Лођски гето, само их је око 10.000 преживело рат.